# 2012年ロンドンオリンピックのカンボジア選手団
2012年ロンドンオリンピックのカンボジア選手団（2012ねんロンドンオリンピックのカンボジアせんしゅだん）は、2012年7月27日から8月12日までイギリスのロンドンで開催されたロンドンオリンピックカンボジア選手団の名簿。

## 選手団
- 人員: 選手 6人
- 開会式旗手: Davin Sorn

## 種目別選手・スタッフ名簿及び成績

### 陸上競技
- Samorn Kieng（男子800m）1分55秒26 予選敗退
- Seyha Chan（女子200m）26秒62 予選敗退

### 柔道
- Ratanakmony Khom（男子60kg級）第2回戦敗退

### 競泳
- ポンレウ・ヘムトン（男子50m自由形）27秒03 予選敗退
- ビティニー・ヘムトン（女子50m自由形）30秒44 予選敗退

### テコンドー
- Davin Sorn（女子67kg以上級）第1回戦敗退